# Eusandalum crassifoliae
Eusandalum crassifoliae är en stekelart som beskrevs av Yang 1996. Eusandalum crassifoliae ingår i släktet Eusandalum och familjen hoppglanssteklar. Inga underarter finns listade i Catalogue of Life.